# Michel Déon
Michel Déon, född som Édouard Michel den 4 augusti 1919 i Paris, död 28 december 2016 i Galway på Irland, var en fransk romanförfattare. Han slog igenom efter andra världskriget och blev förknippad med rörelsen Husarerna, som vände sig emot det vänsterperspektiv som företräddes av existentialisterna. Déon har länge varit bosatt i Irland vilket har satt spår i flera av hans böcker. Han har bland annat tilldelats Interalliépriset och Grand Prix du roman de l'Académie française. Han blev invald i Franska akademien 1978.

## Liv och gärning
Michel Déon föddes som Édouard Michel och växte upp i Paris och på franska rivieran. Han utbildade sig till jurist innan han bestämde sig för att bli författare. Han var inkallad i armén 1940 till 1942 och arbetade därefter som redigerare vid den monarkistiska tidskriften L'Action française, under ledning av Charles Maurras. Hans första roman gavs ut 1944. På 1950-talet kom han tack vare ett stipendium att resa mycket i Nordamerika och Europa, innan han slog sig ned först i Grekland 1959, och därefter i Irland, där han förblev bosatt med sin fru och sina två barn.
Till hans kändaste romaner hör Les poneys sauvages ("de vilda ponnyerna", 1970),f som handlar om tre vänner under andra världskriget och i efterkrigstidens Europa. Boken tilldelades Interalliépriset. Un taxi mauve ("en malvafärgad taxi", 1973), för vilken han fick Grand Prix du roman de l'Académie française, handlar om en grupp utlänningar som av olika anledningar har flyttat till Irland och deras intriger på ön. Boken filmatiserades under samma titel 1977, med Charlotte Rampling, Philippe Noiret och Fred Astaire i rollerna. Le jeune homme vert ("den unga gröna mannen", 1975) och uppföljaren Vingt ans du jeune homme vert ("den unga gröna mannens tjugo år", 1977) skildrar ett hittebarn som växer upp under mellankrigstiden och som ung vuxen i det ockuperade Frankrike. Sedan början av 1990-talet har Déon främst skrivit kortprosa.
Han har även arbetat som journalist, litteraturkritiker och som redaktör vid förlaget Plon. Han räknas till rörelsen Husarerna (les Hussards), där han och en kärntrupp bestående av Roger Nimier, Antoine Blondin och Jacques Laurent på 1950- och 1960-talen sågs som en motvikt till existentialiströrelsen och dess vänsterradikalism. År 1978 valdes Déon in i Franska akademien, där han efterträdde Jean Rostand på stol åtta. Han har tilldelats hederslegionen av kommendörsklassen, Arts et Lettres-orden av officersklassen och är hedersdoktor vid såväl National University of Ireland som Atens universitet.

## Utgivet
- Adieux à Sheila, roman, Robert Laffont, 1944
- Amours perdues, roman, Bordas, 1946
- Je ne veux jamais l’oublier, roman, Plon, 1950
- La Corrida, roman, Plon, 1952
- Le Dieu pâle, roman, Plon, 1954 (Prix des Sept)
- Tout l'amour du monde, I, noveller, Plon, 1955
- Plaisirs, roman, Editions de Paris, 1955 (som Michel Férou)
- Lettre à un jeune Rastignac, pamflett, Fasquelle, 1956
- Les Trompeuses Espérances, roman, Plon, 1956
- Les Gens de la nuit, roman, Plon, 1958
- L'Armée d'Algérie et la pacification, Plon, 1959
- La Carotte et le Bâton, roman, Plon, 1960
- Tout l'amour du monde, II, noveller, Plon, 1960
- Le Balcon de Spetsai, noveller, Gallimard, 1961 (Prix Kauffmann)
- Louis XIV par lui-même, Librairie Académique Perrin, 1964
- Le Rendez-vous de Patmos, noveller, Plon, 1965
- Mégalonose, La Table Ronde, 1967
- Un parfum de Jasmin, noveller, Gallimard, 1967
- Les Poneys sauvages, roman, Gallimard, 1970 (Interalliépriset)
- Un taxi mauve, roman, Gallimard, 1973 (Grand Prix du roman de l'Académie française)
- Le Jeune Homme vert, roman, Gallimard, 1975
- Thomas et l'infini, saga, Gallimard, 1975 pour la jeunesse
- Les Vingt Ans du jeune homme vert, roman, Gallimard, 1977
- Mes arches de Noé, noveller, La Table Ronde, 1978
- Un déjeuner de soleil, roman, Gallimard, 1981
- Je vous écris d'Italie, roman, Gallimard, 1984
- Bagages pour Vancouver, noveller, La Table Ronde, 1985
- Ma vie n'est plus un roman, drama, Gallimard, 1987
- La Montée du soir, roman, Gallimard, 1987
- Un souvenir, roman, Gallimard, 1990
- Le Prix de l'amour, noveller, Gallimard, 1992
- Ariane ou l'oubli, drama, Gallimard, 1993
- Parlons-en..., samtal med Alice Déon, Gallimard, 1993
- Pages grecques, noveller, Gallimard, 1993
- Je me suis beaucoup promené, diverse, La Table Ronde, 1995
- Une longue amitié, brevväxling med André Fraigneau, La Table Ronde, 1995
- Le Flâneur de Londres, Robert Laffont, 1995
- Orphée aimait-il Eurydice?, Séguier, 1996
- La Cour des grands, roman, Gallimard, 1996
- L'Enfant et la sorcière, roman pour la jeunesse, Gallimard, 1998
- Madame Rose, roman, Albin Michel, 1998
- Pages françaises, noveller, Gallimard, 1999
- Taisez-vous, j'entends venir un ange, Gallimard, 2001
- Mentir est tout un art, novell, Éditions du Rocher, 2002
- Le poète, Éditions Sigalla, 2003
- Sarah, Éditions Sigalla, 2003
- Larbaud, heureux Larbaud, Éditions Sigalla, 2003
- La Chambre de ton père, minnen, Gallimard, 2004
- Guerres et roman, samtal med Lakis Proguidis, Flammarion, 2005
- Cavalier, passe ton chemin!, noveller, Gallimard, 2005
- Œuvres, Gallimard, coll. « Quarto », 2006
- Lettres de château, Gallimard, 2009 (Prix Coup de Cœur de l'Essai du Point, 2009 )
- Cahier Déon, L'Herne, 2009. Texter om Déon av Fernando Arrabal, Nicolas Briançon, Philippe Le Guillou, Frédéric Vitoux, Milan Kundera, Emmanuel Carrère, Yasmina Reza, Jean d'Ormesson och Xavier Darcos).
- Journal 1948-1983, L'Herne, 2009
- De Marceau à Déon, De Michel à Félicien, Lettres 1955- 2005, brevväxling med Félicien Marceau, 2011
- Partir ! ..., Nicolas Chaudun, 2012
- A la légère, noveller, Finitude, 2013